# 志摩市立前島診療所
志摩市立前島診療所（しましりつさきしましんりょうじょ）は三重県志摩市志摩町和具にある診療所。運営は、指定管理者による公益社団法人地域医療振興協会。

## 沿革
1953年（昭和28年）に診療所として開設、1959年（昭和34年）に病院に昇格し前島病院となるが、同年9月の伊勢湾台風により、病院施設に甚大な被害を受けてしまう。そこで、病院新築移転計画がたてられ、1961年度（昭和36年度）から新たな病院を建設、1962年（昭和37年）より新病院での診察が開始する。その後も病棟や設備の増設を行い、近代的医療施設として、広く住民に利用され、2003年（平成15年）4月1日時点での病院の概要は、診療科目が内科・外科・整形外科・胃腸科・小児科、病床数74床（一般50床、療養型8床、介護療養型16床）であった。
2008年（平成20年）、志摩市立病院が大王病院（現国民健康保険志摩市民病院）に統合されるのに伴い、前島診療所となった。

### 年表
- 1953年（昭和28年）3月1日 - 志摩郡和具町前浜に和具町国民健康保険直営診療所として開設、診療科目は内科・外科[1]。
- 1953年（昭和28年）3月2日 - 落成式および開所式を挙行[2]。
- 1953年（昭和28年）3月5日 - 診療開始[2]。
- 1954年（昭和29年）12月1日 - 町村合併による志摩町の発足に伴い、志摩町国民健康保険直営診療所に改称[1]。
- 1957年（昭和32年） - 1病棟を増設[1]。
- 1959年（昭和34年）4月 - 病院昇格の認可を受け、志摩町国民健康保険前島病院として開設、診療科目は内科・小児科・外科・整形外科[1]。
- 1959年（昭和34年）9月 - 伊勢湾台風により、甚大な被害を受ける[1]。
- 1962年（昭和37年）12月6日 - 志摩町和具大山坂（現在地）に新築した病院（鉄筋2階建ての診療棟、平屋建ての病棟2棟-ベッド数80床、平屋建ての給食棟）での診療を開始[1]。
- 1963年（昭和38年）10月 - 第3期工事が完了、患者の給食が開始される[1]。
- 1973年（昭和48年） - 事務局・X線室などを増設[1]。
- 1983年（昭和58年）4月2日 - 増改築工事（内科病棟、給食棟）が完成、完成式を挙行[3][4]。
- 2000年（平成12年）1月 - 療養型病床群（24床）を導入[1]。
- 2000年（平成12年）4月 - 介護保険制度の創設に伴い、介護療養型医療施設（12床）の指定を受ける[1]。
- 2004年（平成16年）10月1日 - 志摩郡5町合併による志摩市の発足に伴い、志摩市立国民健康保険前島病院に改称。
- 2008年（平成20年）4月1日 - 前島病院を志摩市大王町波切の大王病院に統合、入院病棟を廃止するなど改築、社団法人地域医療振興協会を指定管理者とする志摩市立前島診療所として開設[5]。